# Verwaltungsgemeinschaft Pfaffenhausen
Die Verwaltungsgemeinschaft Pfaffenhausen im schwäbischen Landkreis Unterallgäu besteht seit der Gemeindegebietsreform am 1. Mai 1978. Ihr gehören als Mitgliedsgemeinden an:
1. Breitenbrunn, 2289 Einwohner, 41,89 km²
2. Oberrieden, 1187 Einwohner, 20,80 km²
3. Pfaffenhausen, Markt, 2653 Einwohner, 21,14 km²
4. Salgen, 1454 Einwohner, 23,29 km²

Sitz der Verwaltungsgemeinschaft ist Pfaffenhausen.